# Liste der Finanzämter in Baden-Württemberg
Diese Liste nennt die Finanzämter in Baden-Württemberg.

## Allgemeines
Im Bundesland Baden-Württemberg gibt es insgesamt 81 Finanzämter, darunter 16 Außenstellen (ASt) und zwei Finanzämter mit besonderen Aufgaben, das Finanzamt Stuttgart IV und das Zentrale Konzernprüfungsamt in Stuttgart. Alle Finanzämter sind der Oberfinanzdirektion Baden-Württemberg unterstellt. Einzelnen Finanzämtern sind besondere Aufgaben zugeordnet, so obliegt die Verwaltung der Rennwett- und Lotteriesteuer dem Finanzamt Karlsruhe-Durlach für alle Finanzämter des Landes. Die Übertragung der Aufgaben der Finanzverwaltung auf bestimmte Finanzämter ist in der Verordnung des Finanzministeriums zur Übertragung von Aufgaben der Finanzverwaltung auf bestimmte Finanzämter (Finanzämter-Zuständigkeitsverordnung – FAZuVO) festgelegt.

## Liste
| Bild | Name Bundesfinanzamtsnummer                                          | Ort Adresse                              | Finanzamtsbezirk | Gebäude | Behördengeschichte |
| ---- | -------------------------------------------------------------------- | ---------------------------------------- | --- | ------- | --- |
| 0    | Finanzamt Aalen 2850                                                 | Aalen Bleichgartenstraße 17              | Aalen, Abtsgmünd, Adelmannsfelden, Adlersteige, Birkenteich, Bopfingen, Buchmühle, Ellenberg, Ellrichsbronn, Ellwangen, Essingen, Eulenmühle, Finkenberg, Finkenhaus, Fuchshäusle, Hahnenmühle, Hüttlingen, Heerhof, Hohenlohe, Jagstzell, Kirchheim, Langenhalde, Lauchheim, Neresheim, Neuler, Neumühle, Oberkochen, Obersiegenbühl, Osterholz, Rainau, Ratzensägmühle, Riegersheim, Riesbürg, Rosenberg, Schleifhäusle, Sixenhof, Stödtlen, Tannhausen, Unterschneidheim, Untersiegenbühl, Wört, Westhausen, Zanken | 0       | 0 |
| 0    | Finanzamt Backnang 2851                                              | Backnang Spinnerei 48                    | Allmersbach, Althütte, Aspach, Auenwald, Backnang, Bernhalden, Burgstetten, Glaitenhof, Großerlach, Katharinenhof, Kirchberg, Mittelfischbach, Murrhardt, Oppenweiler, Rundsmühlhof, Spiegelberg, Sulzbach, Unterfischbach, Warthof, Weissach | 0       | 0 |
|      | Finanzamt Bad Urach 2889                                             | Bad Urach Graf-Eberhard-Platz 7          | Bad Urach, Dettingen, Gomadingen, Grabenstetten, Grafenberg, Hayingen, Hülben, Heroldstatt, Hohenstein, Laichingen, Münsingen, Mehrstetten, Metzingen, Pfronstetten, Römerstein, Riederich, St. Johann, Westerheim, Zwiefalten | 0       | Im Jahr 1922 erfolgte die Abgabe der Liegenschaftsverwaltung an das Staatsrentamt Tübingen. Von 1943 bis 1977 war das Finanzamt Münsingen als Außenstelle dem Finanzamt Bad Urach angegliedert und wurde 1977 aufgehoben. |
| 0    | Finanzamt Baden-Baden 2833                                           | Baden-Baden Stephanienstraße 13          | Baden-Baden | 0       | 0 |
| 0    | Finanzamt Balingen 2853                                              | Balingen Jakob-Beutter-Straße 4          | Albstadt, Balingen, Bisingen, Bitz, Burladingen, Dautmergen, Dormettingen, Dotternhausen, Geislingen, Grosselfingen, Haigerloch, Hausen, Hechingen, Jungingen, Linderhof, Meßstetten, Nusplingen, Obernheim, Rangendingen, Ratshausen, Rosenfeld, Schömberg, Straßberg, Weilen unter den Rinnen, Winterlingen, Zimmern | 0       | 0 |
| 0    | Finanzamt Biberach 2854                                              | Biberach an der Riß Bahnhofstraße 11     | Achstetten, Attenweiler, Bad Schussenried, Berkheim, Biberach, Birkhof, Burgrieden, Dürach, Dettingen, Eberhardzell, Emishalden, Erlenmoos, Erolzheim, Gutenzell-Hürbel, Hochdorf, Ingoldingen, Kirchberg, Kirchdorf, Laupheim, Maselheim, Mietingen, Mittelbiberach, Oberführbuch, Ochsenhausen, Rot, Schemmerhofen, Scholterhaus, Schwendi, Steinhausen, Tannheim, Ummendorf, Unterführbuch, Venusberg, Wain, Warthausen | 0       | 0 |
| 0    | Finanzamt Bietigheim-Bissingen 2855                                  | Bietigheim-Bissingen Kronenbergstraße 13 | Bönnigheim, Besigheim, Bietigheim-Bissingen, Eberdingen, Erligheim, Freudental, Gemmrigheim, Hessigheim, Ingersheim, Kirchheim, Löchgau, Mundelsheim, Oberriexingen, Sachsenheim, Sersheim, Vaihingen, Walheim | 0       | 0 |
| 0    | Finanzamt Böblingen 2856                                             | Böblingen Talstraße 46                   | Aidlingen, Altdorf, Böblingen, Bondorf, Deckenpfronn, Ehningen, Gärtringen, Gäufelden, Grafenau, Grundhof, Herrenberg, Hildrizhausen, Holzgerlingen, Jettingen, Magstadt, Mötzingen, Nufringen, Schönaich, Sindelfingen, Weil im Schönbuch | 0       | 0 |
| 0    | Finanzamt Bruchsal 2830                                              | Bruchsal Schönbornstraße 1               | Östringen, Bad Schönborn, Bretten, Bruchsal, Dettenheim, Egonmühle, Forst, Gießhübelmühle, Gondelsheim, Graben-Neudorf, Hambrücken, Karlsdorf-Neuthard, Kürnbach, Kraichtal, Kronau, Neuhof, Oberderdingen, Oberhausen-Rheinhausen, Philippsburg, Sulzfeld, Ubstadt-Weiher, Waghäusel, Zaisenhausen | 0       | 0 |
|      | Finanzamt Calw 2845                                                  | Calw Klosterhof 1                        | Altensteig, Althengstett, Bad Liebenzell, Bad Teinach-Zavelstein, Calw, Dachshof, Ebhausen, Egenhausen, Gechingen, Glasmühle, Haiterbach, Lautenbachhof, Nagold, Neubulach, Neuweiler, Oberreichenbach, Ostelsheim, Rohrdorf, Simmersfeld, Simmozheim, Wildberg | 0       | 0 |
|      | Finanzamt Ehingen 2858                                               | Ehingen Hehlestraße 19                   | Allmendingen, Altheim, Öpfingen, Blaubeuren, Brühlhof, Ehingen, Emeringen, Emerkingen, Erbach, Griesingen, Grundsheim, Hausen, Lauterach, Munderkingen, Oberdischingen, Obermarchtal, Oberstadion, Rechtenstein, Rottenacker, Schelklingen, Untermarchtal, Unterstadion, Unterwachingen | 0       | 0 |
| 0    | Finanzamt Emmendingen 2805                                           | Emmendingen Bahnhofstraße 3              | Bahlingen, Biederbach, Denzlingen, Elzach, Emmendingen, Endingen, Forchheim, Freiamt, Gutach, Herbolzheim, Kenzingen, Landeck, Malterdingen, Reute, Rheinhausen, Riegel, Sasbach, Sexau, Simonswald, Teningen, Vörstetten, Waldkirch, Weisweil, Winden, Wyhl | 0       | 0 |
| 0    | Finanzamt Esslingen 2859                                             | Esslingen Entengrabenstraße 11           | Aichwald, Altbach, Baltmannsweiler, Berghof, Deizisau, Denkendorf, Erlenhof, Esslingen, Hochdorf, Köngen, Lichtenwald, Neuhausen, Ostfildern, Plochingen, Reichenbach, Wernau | 0       | 0 |
| 0    | Finanzamt Ettlingen 2831                                             | Ettlingen Pforzheimer Straße 16          | Ettlingen, Fischweier, Karlsbad, Malsch, Marxzell, Rheinstetten, Schöllbronner Mühle, Waldbronn | 0       | 0 |
| 0    | Finanzamt Freiburg-Land 2807                                         | Freiburg Stefan-Meier-Straße 133         | Au, Bötzingen, Bollschweil, Breisach, Buchenbach, Ebringen, Eichstetten, Glottertal, Gottenheim, Gundelfingen, Heuweiler, Horben, Ihringen, Kirchzarten, Lenzkirch, March, Merdingen, Merzhausen, Oberried, Pfaffenweiler, Sölden, Schallstadt, St. Peter, Stegen, Umkirch, Vogtsburg, Wittnau | 0       | 0 |
| 0    | Finanzamt Freiburg-Stadt 2806                                        | Freiburg Sautierstraße 24                | Freiburg | 0       | 0 |
| 0    | Finanzamt Freudenstadt 2842                                          | Freudenstadt Musbacher Straße 33         | Alpirsbach, Bad Rippoldsau-Schapbach, Baiersbronn, Dornstetten, Empfingen, Eutingen, Freudenstadt, Glatten, Grömbach, Horb, Loßburg, Oberer Eutinger Talhof, Pfaffenstube, Pfalzgrafenweiler, Schopfloch, Seewald, Völmlesmühle, Waldachtal, Wörnersberg | 0       | Im Jahr 1922 erfolgte die Abgabe der Liegenschaftsverwaltung an das Staatsrentamt Hirsau. 1932 wurde der Sprengel des Finanzamts Freudenstadt durch Teile des Finanzamtsbezirks Sulz erweitert. |
| 0    | Finanzamt Freudenstadt – Außenstelle Horb                            | Horb                                     | 0 | 0       | Das Finanzamt Horb wurde 1919 errichtet. 1922 wurde die Liegenschaftsverwaltung an das Staatsrentamt Tübingen abgegeben. Der Sprengel des Finanzamts Horb wuchs 1943 durch Teile des Finanzamtsbezirks Altensteig. Nach der Angliederung 1974 an das Finanzamt Freudenstadt als Außenstelle wurde das Finanzamt 1978 aufgehoben. |
| 0    | Finanzamt Friedrichshafen 2861                                       | Friedrichshafen Ehlersstraße 13          | Eriskirch, Friedrichshafen, Kressbronn, Langenargen, Meckenbeuren, Neukirch, Oberteuringen, Reichen, Tettnang, Wiesach | 0       | 0 |
| 0    | Finanzamt Göppingen 2863                                             | Göppingen Gartenstraße 42                | Adelberg, Aichelberg, Albershausen, Bad Boll, Baierhof, Bärenhof, Börtlingen, Beutenmühle, Birenbach, Dürnau, Ebersbach, Eislingen, Eitleshof, Erlenwasen, Eschenbach, Gammelshausen, Göppingen, Haagwiesen, Hattenhofen, Heiningen, Iltishof, Krettenhof, Lotenberg, Oberer Etzberg, Ottenbach, Rechberghausen, Salach, Saurenhof, Schützenhof, Schlat, Schlierbach, Uhingen, Wangen, Wäschenbeuren, Zell | 0       | 0 |
|      | Finanzamt Heidelberg 2832                                            | Heidelberg Maaßstraße 32                 | Bammental, Dossenheim, Eppelheim, Gaiberg, Heddesbach, Heidelberg, Heiligkreuzsteinach, Leimen, Malsch, Neckargemünd, Nußloch, Sandhausen, Schönau, St. Leon-Rot, Walldorf, Wiesenbach, Wiesloch, Wilhelmsfeld | 0       | 0 |
| 0    | Finanzamt Heidenheim 2864                                            | Heidenheim Marienstraße 15               | Asbach, Bibersohl, Buchhof, Christophruhe, Dischingen, Gerschweiler, Gerstetten, Giengen, Heidenheim, Herbrechtingen, Hermaringen, Hochstatter Hof, Irmannsweiler, Königsbronn, Nattheim, Neu Asbach, Niederstotzingen, Sontheim, Steinheim | 0       | 0 |
|      | Finanzamt Heilbronn 2865                                             | Heilbronn Moltkestraße 91                | Abstatt, Bad Friedrichshall, Bad Rappenau, Bad Wimpfen, Beilstein, Bellevue, Brackenheim, Buchhof, Gem Hardthausen, Cleebronn, Eberstadt, Ellhofen, Eppingen, Erlenbach, Flein, Güglingen, Gemmingen, Grollenhof, Gundelsheim, Hals, Hardthausen, Heilbronn, Ilsfeld, Ittlingen, Jagsthausen, Kirchardt, Langenbrettach, Lauffen, Löwenstein, Lehrensteinsfeld, Leingarten, Massenbachhausen, Möckmühl, Neckarsulm, Neckarwestheim, Neudenau, Neuenstadt, Nordheim, Obere Ölmühle, Obersulm, Oedheim, Offenau, Pfaffenhofen, Pfahlhof, Roigheim, Schwaigern, Siegelsbach, Stocksberg, Gem Beilstein, Talheim, Untere Ölmühle, Untereisesheim, Untergruppenbach, Wüstenrot, Weinsberg, Widdern, Zaberfeld | 0       | 0 |
| 0    | Finanzamt Karlsruhe-Durlach 2834                                     | Karlsruhe Prinzessenstraße 2             | Eggenstein-Leopoldshafen, Karlsruhe, Linkenheim-Hochstetten, Pfinztal, Stutensee, Walzbachtal, Weingarten, Werrabronn | 0       | 0 |
|      | Finanzamt Karlsruhe-Stadt 2835                                       | Karlsruhe Schlossplatz 14                | Karlsruhe | 0       | 0 |
| 0    | Finanzamt Konstanz 2809                                              | Konstanz Byk-Gulden-Straße 2             | Allensbach, Insel Mainau, Konstanz, Reichenau | 0       | 0 |
| 0    | Finanzamt Lahr 2810                                                  | Lahr Gerichtstraße 5                     | Ettenheim, Friesenheim, Kappel-Grafenhausen, Kippenheim, Lahr, Mahlberg, Meißenheim, Ringsheim, Rust, Schuttertal, Schwanau, Seelbach | 0       | 0 |
| 0    | Finanzamt Leonberg 2870                                              | Leonberg Schlosshof 3                    | Ditzingen, Gerlingen, Hemmingen, Korntal-Münchingen, Leonberg, Renningen, Rutesheim, Weil der Stadt, Weissach | 0       | 0 |
| 0    | Finanzamt Lörrach 2811                                               | Lörrach Luisenstraße 10                  | Aitern, Böllen, Binzen, Efringen-Kirchen, Eimeldingen, Fischingen, Fröhnd, Grenzach-Wyhlen, Hasel, Hausen, Häg-Ehrsberg, Inzlingen, Kandern, Kleines Wiesental, Lörrach, Maulburg, Rümmingen, Rheinfelden, Schallbach, Schönau, Schönenberg, Schopfheim, Schwörstadt, Steinen, Todtnau, Tunau, Utzenfeld, Weil am Rhein, Wembach, Wieden, Wittlingen, Zell | 0       | 0 |
| 0    | Finanzamt Ludwigsburg 2871                                           | Ludwigsburg Alt-Württemberg-Allee 40     | Affalterbach, Asperg, Benningen, Birkachhof, Erdmannhausen, Freiberg, Großbottwar, Hardthof, Hinterbirkenhof, Kornwestheim, Ludwigsburg, Makenhof, Marbach, Markgröningen, Möglingen, Murr, Oberstenfeld, Pleidelsheim, Remseck, Schwieberdingen, Sonnenhof, Steinächle, Steinheim, Tamm | 0       | 0 |
| 0    | Finanzamt Mannheim-Neckarstadt 2837                                  | Mannheim L3 10                           | Edingen-Neckarhausen, Ilvesheim, Mannheim | 0       | 0 |
| 0    | Finanzamt Mannheim-Stadt 2838                                        | Mannheim L3 10                           | Mannheim | 0       | 0 |
| 0    | Finanzamt Mosbach 2840                                               | Mosbach Pfalzgraf-Otto-Straße 5          | Adelsheim, Aglasterhausen, Badisch Schöllenbach, Billigheim, Binau, Brombach, Eberbach, Elztal, Fahrenbach, Haßmersheim, Hüffenhardt, Heidersbacher Mühle, Limbach, Mosbach, Neckargerach, Neckarzimmern, Neunkirchen, Obrigheim, Osterburken, Ravenstein, Rosenberg, Schönbrunn, Schefflenz, Schwarzach, Seckach, Unterdielbach, Waldbrunn, Zwingenberg | 0       | 0 |
| 0    | Finanzamt Mühlacker 2848                                             | Mühlacker Konrad-Adenauer-Platz 6        | Ölbronn-Dürrn, Ötisheim, Friolzheim, Heimsheim, Illingen, Katharinenthalerhof, Kieselbronn, Knittlingen, Maulbronn, Mönsheim, Mühlacker, Neulingen, Niefern-Öschelbronn, Sternenfels, Tiefenbronn, Wiernsheim, Wimsheim, Wurmberg | 0       | 0 |
| 0    | Finanzamt Müllheim 2812                                              | Müllheim Goethestraße 11                 | Auggen, Bad Bellingen, Bad Krozingen, Badenweiler, Ballrechten-Dottingen, Buggingen, Ehrenkirchen, Eschbach, Hartheim, Heitersheim, Malsburg-Marzell, Müllheim, Münstertal, Neuenburg, Schliengen, Staufen, Sulzburg | 0       | 0 |
| 0    | Finanzamt Nürtingen 2874                                             | Nürtingen Sigmaringer Straße 15          | Aichtal, Altdorf, Altenriet, Bempflingen, Beuren, Erkenbrechtsweiler, Frickenhausen, Großbettlingen, Kohlberg, Nürtingen, Neckartailfingen, Neckartenzlingen, Neuffen, Oberboihingen, Schlaitdorf, Unterensingen, Wendlingen, Wolfschlugen | 0       | 0 |
| 0    | Finanzamt Offenburg 2814                                             | Offenburg Zeller Straße 1                | Bad Peterstal-Griesbach, Berghaupten, Durbach, Gengenbach, Hohberg, Lautenbach, Oberkirch, Offenburg, Ohlsbach, Oppenau, Ortenberg, Renchen, Schutterwald, Zuflucht | 0       | 0 |
| 0    | Finanzamt Öhringen 2876                                              | Öhringen Haagweg 39                      | Öhringen, Bretzfeld, Buchhof, Gem Öhringen, Dörzbach, Forchtenberg, Haberhof, Hinterziegelhalden, Ingelfingen, Künzelsau, Krautheim, Kupferzell, Mulfingen, Neuenstein, Niedernhall, Orbachshof, Pfedelbach, Schöntal, Schießhof, Trautenhof, Waldenburg, Weißbach, Zweiflingen | 0       | 0 |
| 0    | Finanzamt Pforzheim 2841                                             | Pforzheim Moltkestraße 8                 | Eisingen, Ispringen, Kämpfelbach, Königsbach-Stein, Keltern, Neuhausen, Pforzheim, Remchingen | 0       | 0 |
| 0    | Finanzamt Rastatt 2839                                               | Rastatt An der Ludwigsfeste 3            | Au, Ötigheim, Bietigheim, Bischweier, Durmersheim, Elchesheim-Illingen, Forbach, Gaggenau, Gernsbach, Hügelsheim, Iffezheim, Kuppenheim, Loffenau, Muggensturm, Plotzsägemühle, Rastatt, Steinmauern, Weisenbach | 0       | 0 |
|      | Finanzamt Ravensburg 2877                                            | Weingarten Broner Platz 12               | Aulendorf, Bad Waldsee, Baienfurt, Baindt, Berg, Bergatreute, Bodnegg, Fronreute, Grünkraut, Horgenzell, Ravensburg, Schlier, Vogt, Waldburg, Weingarten, Wilhelmsdorf, Wolfegg, Wolpertswende | 0       | 0 |
| 0    | Finanzamt Reutlingen 2878                                            | Reutlingen Leonhardsplatz 1              | Engstingen, Eningen, Lichtenstein, Oberer Lindenhof, Pfullingen, Pliezhausen, Reutlingen, Sonnenbühl, Trochtelfingen, Walddorfhäslach, Wannweil | 0       | 0 |
| 0    | Finanzamt Rottweil 2819                                              | Rottweil Körnerstraße 28                 | Bösingen, Deißlingen, Dietingen, Dunningen, Eschbronn, Gifizenmoos, Hardt, Rottweil, Unterrotenstein, Villingendorf, Wellendingen, Wildenstein, Zimmern | 0       | 0 |
| 0    | Finanzamt Schorndorf 2882                                            | Schorndorf Johann-Philipp-Palm-Straße 28 | Alfdorf, Ölmühle, Bärenbach, Birkhof, Ebnisee, Eibenhof, Eulenhof, Haldenhof, Haselhof, Ilgenhof, Kaisersbach, Köshof, Klingenmühlhöfle, Obersteinenberg, Pfahlbronner Mühle, Plüderhausen, Remshalden, Rudersberg, Schautenhof, Schenkhöfle, Schillinghof, Schorndorf, Urbach, Voggenmühlhöfle, Wellingshof, Welzheim, Winterbach | 0       | 0 |
| 0    | Finanzamt Schwäbisch Gmünd 2883                                      | Schwäbisch Gmünd Augustinerstraße 6      | Algishofen, Bartholomä, Böbingen, Brandhof, Bräunlesrain, Buchhof, Durlangen, Eschach, Fach, Frauenholz, Göggingen, Gschwend, Haselbach-Söldhaus, Heiligenbruck, Heubach, Heuchlingen, Hummelshalden, Iggingen, Kratzerhöfle, Leinhäusle, Leinzell, Lorch, Mögglingen, Mühlhölzle, Mooswiese, Mutlangen, Obergröningen, Pfaffenhäusle, Pfeilhalde, Rötenbach, Reute, Ruppertshofen, Schechingen, Schilpenbühl, Schlauchhof, Schurrenhof, Schwäbisch Gmünd, Spraitbach, Stutzenklinge, Suhhaus, Täferrot, Wahlenhalden, Waldstetten, Weggen-Ziegelhütte | 0       | 0 |
| 0    | Finanzamt Schwäbisch Hall 2884                                       | Schwäbisch Hall Bahnhofstraße 25         | Bühlertann, Bühlerzell, Bühlerzimmern, Braunsbach, Burgbretzingen, Einkorn, Fichtenberg, Gaildorf, Hornberger Reute, Ilshofen, Landturm, Mainhardt, Michelbach an der Bilz, Michelfeld, Oberrot, Obersontheim, Rosengarten, Scherbenmühle, Schwäbisch Hall, Sulzbach-Laufen, Traubenmühle, Untermünkheim, Vellberg, Wolpertshausen | 0       | 0 |
|      | Finanzamt Schwetzingen 2843                                          | Schwetzingen Schloss                     | Altlußheim, Brühl, Hockenheim, Ketsch, Neulußheim, Oftersheim, Plankstadt, Reilingen, Schwetzingen | 0       | 0 |
| 0    | Finanzamt Sigmaringen 2885                                           | Sigmaringen Karlstraße 31                | Beuron, Bingen, Gammertingen, Herdwangen-Schönach, Hettingen, Illmensee, Inzigkofen, Krauchenwies, Leibertingen, Meßkirch, Neufra, Ostrach, Pfullendorf, Pistre, Sauldorf, Schwenningen, Sigmaringen, Sigmaringendorf, Stetten, Stollbeck, Veringenstadt, Wald | 0       | 0 |
| 0    | Finanzamt Singen 2818                                                | Singen (Hohentwiel) Alpenstraße 9        | Aach, Öhningen, Büsingen, Bodman-Ludwigshafen, Eigeltingen, Engen, Gaienhofen, Gailingen, Gottmadingen, Hilzingen, Hohenfels, Mühlhausen-Ehingen, Mühlingen, Moos, Orsingen-Nenzingen, Radolfzell, Rielasingen-Worblingen, Singen, Steißlingen, Stockach, Tengen, Volkertshausen | 0       | 0 |
|      | Finanzamt Sinsheim 2844                                              | Sinsheim Bahnhofstraße 27                | Angelbachtal, Dielheim, Epfenbach, Eschelbronn, Helmstadt-Bargen, Lobbach, Mauer, Mühlhausen, Meckesheim, Neckarbischofsheim, Neidenstein, Rauenberg, Reichartshausen, Sinsheim, Spechbach, Waibstadt, Zuzenhausen | 0       | 0 |
| 0    | Finanzamt Stuttgart I 2893                                           | Stuttgart Rotebühlplatz 30               | Stadtbezirk Stuttgart (Buchstabe A–H) | 0       | 0 |
| 0    | Finanzamt Stuttgart II 2895                                          | Stuttgart Rotebühlstraße 40              | Stadtbezirk Stuttgart (Buchstabe I–R) | 0       | 0 |
| 0    | Finanzamt Stuttgart III 2897                                         | Stuttgart Rotebühlplatz 30               | Stadtbezirk Stuttgart (Buchstabe S–Z) und die Fildergemeinden: Burkhardtsmühle, Filderstadt, Leinfelden-Echterdingen, Obere Kleinmichelesmühle, Obere Rauhmühle, Schlößlesmühle, Schlechtenmühle, Steinenbronn, Untere Kleinmichelesmühle, Untere Rauhmühle, Waldenbuch, Walzenmühle | 0       | 0 |
| 0    | Finanzamt Stuttgart IV 2892                                          | Stuttgart Seidenstraße 23                | Nur Erhebungsfinanzamt für die Finanzämter Stuttgart I, Stuttgart II, Stuttgart III und Stuttgart-Körperschaften, kein Veranlagungsfinanzamt. | 0       | 0 |
| 0    | Finanzamt Stuttgart-Körperschaften 2899                              | Stuttgart Paulinenstraße 44              | | 0       | 0 |
|      | Finanzamt Tauberbischofsheim 2880                                    | Tauberbischofsheim Dr.-Burger-Straße 1   | Ahorn, Assamstadt, Boxberg, Freudenberg, Grünsfeld, Großrinderfeld, Königheim, Külsheim, Lauda-Königshofen, Tauberbischofsheim, Werbach, Wertheim, Wittighausen | 0       | 0 |
| 0    | Finanzamt Tübingen 2886                                              | Tübingen Steinlachallee 6                | Ammerbuch, Bodelshausen, Dettenhausen, Dußlingen, Gomaringen, Hirrlingen, Hohenentringen, Im Hengstrain, Kirchentellinsfurt, Kusterdingen, Mössingen, Nehren, Neustetten, Ofterdingen, Rottenburg, Starzach, Tübingen | 0       | 0 |
| 0    | Finanzamt Tuttlingen 2821                                            | Tuttlingen Zeughausstraße 91             | Aldingen, Balgheim, Bärenthal, Böttingen, Bubsheim, Buchheim, Dürbheim, Deilingen, Denkingen, Durchhausen, Egesheim, Emmingen-Liptingen, Erlenmühle, Fridingen, Frittlingen, Geisingen, Gosheim, Gunningen, Hammer, Hausen, Immendingen, Irndorf, Königsheim, Kolbingen, Mahlstetten, Mühlheim, Michelhölzle, Neuhausen, Reichenbach, Renquishausen, Rietheim-Weilheim, Scheuerlehof, Seitingen-Oberflacht, Spaichingen, Talheim, Trossingen, Tuttlingen, Wehingen, Wurmlingen | 0       | 0 |
| 0    | Finanzamt Überlingen 2887                                            | Überlingen Mühlenstraße 28               | Überlingen, Bermatingen, Daisendorf, Deggenhausertal, Frickingen, Hagnau, Heiligenberg, Immenstaad, Markdorf, Meersburg, Owingen, Salem, Sipplingen, Stetten, Uhldingen-Mühlhofen | 0       | 0 |
|      | Finanzamt Ulm 2888                                                   | Ulm Wagnerstraße 2                       | Altheim, Amstetten, Asselfingen, Öllingen, Ballendorf, Balzheim, Börslingen, Beimerstetten, Berghülen, Bernstadt, Blaustein, Breitingen, Dietenheim, Dornstadt, Halbertshof, Hüttisheim, Himmelweiler, Hinterer Hessenhof, Holzkirch, Illerkirchberg, Illerrieden, Langenau, Lonsee, Merklingen, Neenstetten, Nellingen, Nerenstetten, Rammingen, Schnürpflingen, Setzingen, Staig, Ulm, Weidenstetten, Westerstetten, Wettingen | 0       | 0 |
| 0    | Finanzamt Villingen-Schwenningen 2822                                | Villingen-Schwenningen Weiherstraße 7    | Bad Dürrheim, Brigachtal, Dauchingen, Ebersteinerhof, Königsfeld, Mönchweiler, Niedereschach, Schönwald, Schonach, Schoren, St. Georgen, Triberg, Tuningen, Unterkirnach, Villingen-Schwenningen | 0       | 0 |
| 0    | Finanzamt Waiblingen 2890                                            | Waiblingen Fronackerstraße 77            | Berglen, Fellbach, Kernen, Korb, Leutenbach, Schwaikheim, Waiblingen, Weinstadt, Winnenden | 0       | 0 |
| 0    | Finanzamt Waldshut-Tiengen 2820                                      | Waldshut-Tiengen Bahnhofstraße 11        | Ühlingen-Birkendorf, Bonndorf, Dettighofen, Dogern, Eggingen, Grafenhausen, Häusern, Höchenschwand, Hohentengen, Jestetten, Küssaberg, Klettgau, Lauchringen, Lottstetten, Stühlingen, Waldshut-Tiengen, Weilheim, Wutach, Wutöschingen | 0       | 0 |
| 0    | Finanzamt Wangen 2891                                                | Wangen Lindauer Straße 37                | Achberg, Aichstetten, Aitrach, Amtzell, Argenbühl, Bad Wurzach, Isny, Kißlegg, Leutkirch, Wangen | 0       | 0 |
| 0    | Finanzamt Weinheim 2847                                              | Weinheim Weschnitzstraße 2               | Heddesheim, Hemsbach, Hirschberg, Ladenburg, Laudenbach, Schriesheim, Weinheim | 0       | 0 |
| 0    | Finanzamt Achern (ASt) 2801 Finanzamt Offenburg                      | Achern Martinstraße 50                   | Achern, Kappelrodeck, Lauf, Ottenhöfen, Sasbach, Sasbachwalden, Seebach | 0       | 0 |
|      | Finanzamt Bad Mergentheim (ASt) 2852 Finanzamt Tauberbischofsheim    | Bad Mergentheim Schloss 7                | Bad Mergentheim, Bowiesen, Creglingen, Igersheim, Mönchshof, Niederstetten, Standorf, Weikersheim | 0       | 0 |
| 0    | Finanzamt Bad Säckingen (ASt) 2816 Finanzamt Waldshut-Tiengen        | Bad Säckingen Werderstraße 5             | Albbruck, Bad Säckingen, Bernau, Dachsberg, Görwihl, Herrischried, Ibach, Laufenburg, Luchle, Murg, Oberkutterau, Rickenbach, St. Blasien, Todtmoos, Wehr | 0       | 0 |
| 0    | Finanzamt Bad Saulgau (ASt) 2881 Finanzamt Sigmaringen               | Sigmaringen Karlstraße 31                | Altshausen, Bad Saulgau, Boms, Ebenweiler, Ebersbach-Musbach, Eichstegen, Fleischwangen, Guggenhausen, Herbertingen, Hoßkirch, Hohentengen, Königseggwald, Mengen, Muttenhaus, Riedhausen, Scheer, Unterwaldhausen | 0       | 0 |
| 0    | Finanzamt Bühl (ASt) 2836 Finanzamt Baden-Baden                      | Bühl Alban-Stolz-Straße 8                | Bühl, Bühlertal, Lichtenau, Ottersweier, Rheinmünster, Sinzheim | 0       | 0 |
| 0    | Finanzamt Crailsheim (ASt) 2857 Finanzamt Schwäbisch Hall            | Schwäbisch Hall Bahnhofstraße 25         | Auhof, Ölmühle, Blaufelden, Crailsheim, Fichtenau, Frankenhardt, Gerabronn, Heldenmühle, Horschhof, Kirchberg, Kreßberg, Langenburg, Mittelmühle, Rot am See, Satteldorf, Schrozberg, Schummhof, Sperrhof, Stimpfach, Wallhausen | 0       | 0 |
| 0    | Finanzamt Donaueschingen (ASt) 2804 Finanzamt Villingen-Schwenningen | Donaueschingen Käferstraße 25            | Blumberg, Bräunlingen, Donaueschingen, Furtwangen, Gütenbach, Hüfingen, Vöhrenbach | 0       | 0 |
| 0    | Finanzamt Geislingen (ASt) 2862 Finanzamt Göppingen                  | Göppingen Gartenstraße 42                | Bad Überkingen, Bad Ditzenbach, Böhmenkirch, Berneck, Deggingen, Donzdorf, Drackenstein, Eselhöfe, Geislingen, Geislinger Weg, Gingen, Großmannshof, Gruibingen, Hohenstadt, Kaltenwanghof, Kölleshof, Kuchen, Lauterstein, Mühlhausen, Näherhof, Obere Roggenmühle, Süßen, Schonterhöhe, Todsburg, Wiesensteig | 0       | 0 |
| 0    | Finanzamt Kehl (ASt) 2808 Finanzamt Offenburg                        | Kehl Ludwig-Trick-Straße 1               | Appenweier, Kehl, Neuried, Rheinau, Willstätt | 0       | 0 |
| 0    | Finanzamt Kirchheim (ASt) 2869 Finanzamt Nürtingen                   | Nürtingen Sigmaringer Straße 15          | Bissingen, Dettingen, Diepoldsburg, Engelhof, Holzmaden, Kirchheim, Lenningen, Neidlingen, Notzingen, Ohmden, Owen, Torfgrube, Weilheim | 0       | 0 |
|      | Finanzamt Neuenbürg (ASt) 2849 Finanzamt Pforzheim                   | Neuenbürg Wildbader Straße 107           | Bad Herrenalb, Bad Wildbad, Birkenfeld, Dobel, Engelsbrand, Enzklösterle, Höfen, Nagoldtal, Neuenbürg, Schömberg, Straubenhardt, Untere Mühle, Unterreichenbach | 0       | 0 |
| 0    | Finanzamt Oberndorf (ASt) 2815 Finanzamt Rottweil                    | Rottweil Körnerstraße 28                 | Aichhalden, Breitreute, Dornhan, Epfendorf, Fluorn-Winzeln, Lauterbach, Neuhaus, Oberhof, Oberndorf, Schenkenzell, Schiltach, Schramberg, Sulz, Vöhringen, Weiherhof | 0       | 0 |
| 0    | Finanzamt Riedlingen (ASt) 2879 Finanzamt Biberach                   | Riedlingen Kirchstraße 30                | Alleshausen, Allmannsweiler, Altheim, Bad Buchau, Bahnstock, Betzenweiler, Dürmentingen, Dürnau, Ertingen, Kanzach, Langenenslingen, Moosburg, Oggelshausen, Riedlingen, Seekirch, Tiefenbach, Unlingen, Uttenweiler | 0       | 0 |
| 0    | Finanzamt Titisee-Neustadt (ASt) 2813 Finanzamt Freiburg-Land        | Titisee-Neustadt Goethestraße 5          | Breitnau, Eisenbach, Feldberg, Friedenweiler, Hinterzarten, Löffingen, Schluchsee, St. Märgen, Titisee-Neustadt | 0       | 0 |
|      | Finanzamt Walldürn (ASt) 2846 Finanzamt Mosbach                      | Walldürn Albert-Schneider-Straße 1       | Buchen, Hardheim, Höpfingen, Mudau, Spritzenmühle, Walldürn | 0       | 0 |
| 0    | Finanzamt Wolfach (ASt) 2823 Finanzamt Offenburg                     | Wolfach Hauptstraße 55                   | Biberach, Fischerbach, Gutach, Haslach, Hausach, Hofstetten, Hornberg, Mühlenbach, Nordrach, Oberharmersbach, Oberwolfach, Steinach, Wolfach, Zell | 0       | 0 |
| 0    | Zentrales Konzernprüfungsamt Stuttgart 2896                          | Stuttgart Rotebühlplatz 30               | Ausschließlich landesweite Zuständigkeit: Prüfung von Konzernen mit Umsätzen von mehr als 500 Millionen. | 0       | 0 |